# Hartley Wespall
Hartley Wespall est une paroisse civile et un village du Hampshire, en Angleterre.